# Рубан, Анатолий Дмитриевич
Ру́бан Анато́лий Дми́триевич (15 октября 1948, Московская область — 26 ноября 2011, Москва) — советский и российский учёный, горный инженер, доктор технических наук, профессор, член-корреспондент Российской Академии наук, один из основоположников эффективных и экологически безопасных геотехнологий комплексного освоения недр.

## Биография
Родился 15 октября 1948 года в селе Кораблёвка Серебряно-Прудского района, Московской области
В 1973 году окончил Московский горный институт (сегодня – Горный институт НИТУ «МИСиС») по специальности горный инженер-физик.
В 1985 году защитил диссертацию на соискание учёной степени кандидата технических наук, в 1995 году — докторскую диссертацию (тема: «Физико-технические основы сейсмического мониторинга горного массива для повышения эффективности производства на угольных предприятиях»).
С 1973 по 2003 год работал в Институте горного дела им. А. А. Скочинского (с 1997 г. — Национальный научный центр горного производства-ИГД им. А. А. Скочинского), в котором прошел трудовой путь от стажера-исследователя до генерального директора (1996).
С 1996 года — действительный член Академии горных наук и член-корреспондент Российской академии естественных наук (РАЕН).
В 1997 году избран членом-корреспондентом Российской Академии наук (РАН).
С 2003 года — в Институте проблем комплексного освоения недр РАН (ИПКОН РАН):
- 2003—2004 год — заведующий научным отделом геотехнологических проблем комплексного освоения недр;
- 2004—2010 год — заместитель директора по научной работе;
- с 2011 года — директор ИПКОН РАН[1].

В 2003 году решением ВАК удостоен учёного звания профессора.
С 2005 года — член совета директоров компании «СУЭК».
С 2006 года — председатель совета директоров группы компаний «СИБПЛАЗ».
Профессор Московского государственного горного университета. Входил в составы экспертного совета по разработке месторождений твердых полезных ископаемых ВАК РФ, Научного совета Российской Академии наук по проблемам горных наук, являлся заместителем председателя секции геологии и горных наук экспертного совета по премиям Правительства РФ в области науки и техники.
Один из руководителей научно-технической программы «Уголь России».
Скончался 26 ноября 2011 года. Похоронен в г. Москве на Троекуровском кладбище.

## Научный вклад
Крупный специалист в области физических процессов горного производства. Используя современные геолого-геофизические методы исследований, разработал физико-технические основы мониторинга состояния, строения и свойств углепородного массива в условиях высокоинтенсивной разработки угольных месторождений подземным и открытым способом.
На основе современных представлений о физике сплошных сред и методов математического моделирования волновых процессов провёл фундаментальные исследования параметров сейсмических волновых полей в неоднородном горном массиве, содержащем внутренние волноводы (угольные пласты) и нарушения, вызванные горными работами.
Разработал и обосновал методологию создания структур автоматизированных систем контроля состояния свойств и строения горного массива на угледобывающих предприятиях, в том числе методологию шахтной сейсморазведки с использованием интерференционных волн, обеспечивающую пространственное восстановление и оценку параметров:
- природных и техногенных аномалий строения горного массива;
- малоамплитудных горно-геологических нарушений;
- опасных зон повышенного горного давления.

Разработал методологию пространственно-временной оценки сейсмического режима углепородного массива и прогноза на этой основе опасных гео- и газодинамических явлений.
Исследования, выполненные А. Д. Рубаном, позволили создать физико-технические основы и технологии сейсмического мониторинга горного массива на угледобывающих предприятиях, для эффективного применения высокопроизводительного очистного (добычного) оборудования и обеспечения безопасности горных работ по фактору горно-геологических условий.
Автор более 130 научных публикаций, включая монографии, а также 21 авторских свидетельств и патентов на изобретения.

## Основные научные труды
- Методы и средства экологического контроля и экологический мониторинг / Вартанов А. З., Рубан А. Д., Шкуратник В. Л. Под научной ред. А. Д. Рубана. М.: — Горная книга, 2009. — 649 с.
- Подготовка и разработка высокогазоносных угольных пластов / Рубан А. Д., Артемьев В. Б., Забурдяев В. С. и др. Под ред. А. Д. Рубана, М. И. Щадова — М.: Горная книга, 2010. — 500 с.
- Трубецкой К. Н., Рубан А. Д., Викторов С. Д. и др. Фрактальная структура нарушенности каменных углей и их предрасположенность к газодинамическому разрушению — ДАН, 2010, том 431, № 6. — с. 818—831.

## Награды и звания
- 1997 — Медаль «В память 850-летия Москвы»
- 1997 — Премия имени академика А. А. Скочинского
- 2000 — Орден Дружбы
- 2010 — Орден Почёта
- 2012 — Премия имени академика А. А. Скочинского
- ? — Премия Правительства Российской Федерации в области науки и техники.

## Память
С 1 января 2013 года Шахта «Красноярская» (ОАО «СУЭК-Кузбасс») переименована и носит название «Шахта имени А. Д. Рубана».